# Michał Krupa
Michał Krupa ps. Pułkownik, Wierzba (ur. 26 września 1920 w Kuryłówce, zm. 24 sierpnia 1972 w Ulanowie) – żołnierz Narodowej Organizacji Wojskowej i Narodowego Zjednoczenia Wojskowego.

## Życiorys

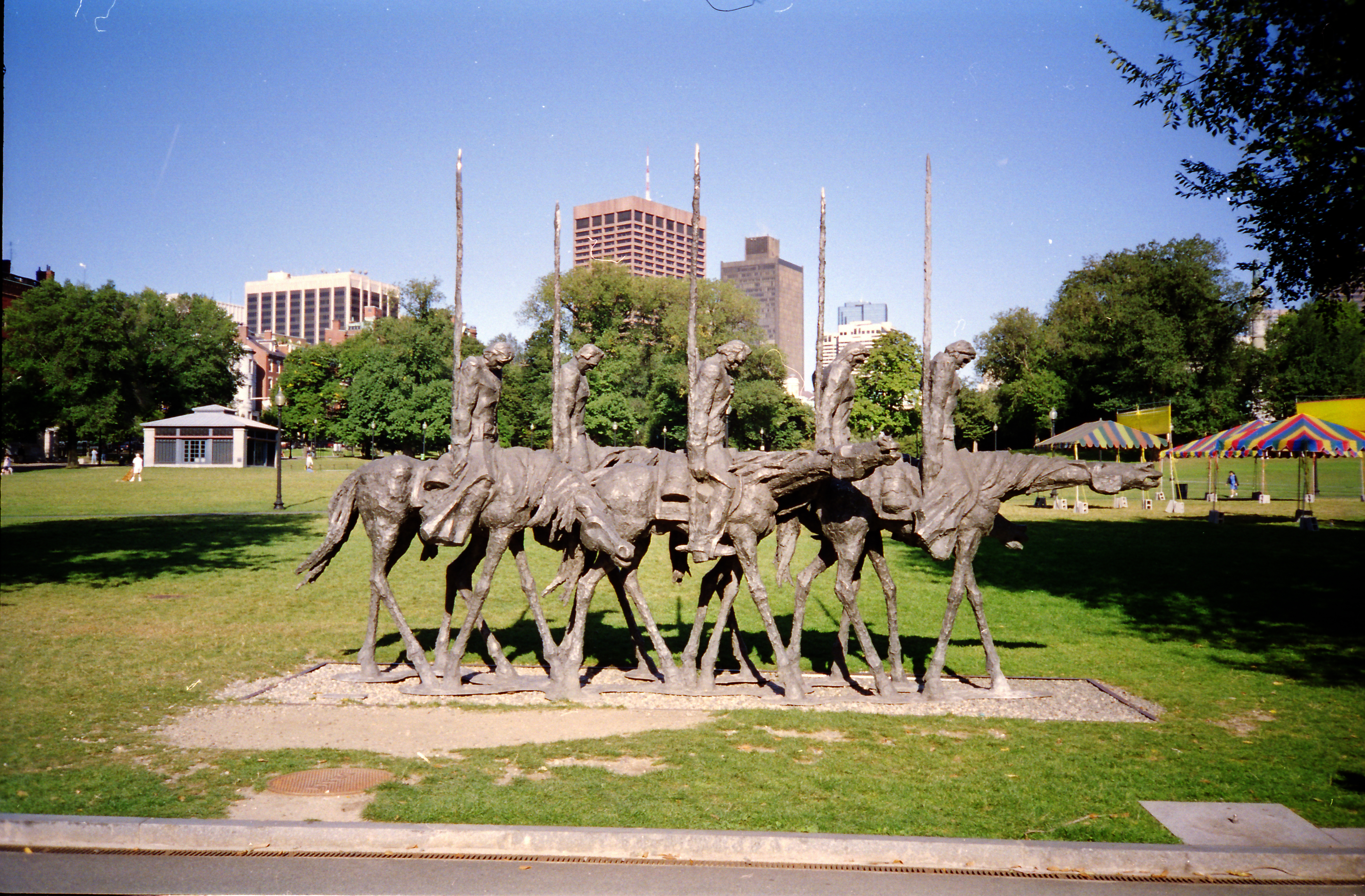
Pomnik Partyzanci w Bostonie

Urodził się jako syn Piotra (listonosza, zm. 1935) i Marii, z domu Staroń (zm. 1970). Był najstarszy z ich czworga dzieci. Miał siostrę Stefanię ps. Perełka, brata Stanisława i siostrę Marię. Po tragicznej śmierci ojca Michał Krupa był głównym żywicielem i opiekunem rodziny, pracował jako drwal w Nadleśnictwie Brzyska Wola. W 1941 ukraińska policja wraz z Niemcami okradła i spaliła zabudowania Krupów w Kuryłówce. Kilka dni później nieobecny podczas tego aktu Michał zabił siekierą jednego ze sprawców, ukraińskiego policjanta. Od tego czasu Krupa był poszukiwany przez Gestapo i Ukraińców. Rozpoczął działalność w konspiracji, w ramach Narodowej Organizacji Wojskowej został członkiem Oddziału Partyzanckiego NOW-AK „Ojca Jana”, którym dowodził Franciszek Przysiężniak. Był specjalistą w posługiwaniu się ręcznym karabinem maszynowym. W oddziale służył do czasu jego rozbicia przez Niemców 27 grudnia 1943 pod Grabą, po czym odszedł z oddziału wraz Józefem Zadzierskim ps. Wołyniak i został żołnierzem utworzonej przez niego w okolicach Leżajska nowej jednostki partyzanckiej – oddziału dyspozycyjnego Komendy Okręgu Rzeszów NOW – operującej na obszarze Zasania.
Po nadejściu frontu wschodniego nadal pozostał w podziemiu, brał udział w bitwie pod Kuryłówką 7 maja 1945. Michał Krupa pozostawał w oddziale „Wołyniaka” i uczestniczył w walkach partyzanckich z sowietami, kolaborantami i UPA (wraz z nim w oddziale był jego szwagier, mąż Stefanii, Aleksander Pityński). Po samobójczej śmierci dowódcy Józefa Zadzierskiego 29 grudnia 1946 dokonał jego pochówku na cmentarzu w Tarnawcu, obok grobu swojego ojca. Następnie służył pod komendą Adama Kusza ps. Garbaty, walcząc z komunistami; oddział został otoczony i rozbity 15 sierpnia 1950 koło Gerlachów, zaś Michał Krupa był jednym z trzech partyzantów, którzy przebili się przez trzy pierścienie okrążenia pacyfikatorów. Później prowadził faktycznie samodzielną działalność partyzancką, w tym czasie ukrywając się w stodołach, bunkrach. Wówczas prześladowana była rodzina Pityńskich w związku z poszukiwaniem Michała Krupy przez służby PRL.
Pod koniec lat 50. m.in. członkowie tej rodziny, w tym Aleksander oraz syn jego i Stefanii, Andrzej, udzielali Michałowi Krupie wsparcia i zaopatrzenia.
Michał Krupa został aresztowany 11 lutego 1959 przez służby komunistyczne w wyniku obławy we wsi Kulno. Opis tego znajduje się w jednym z rozdziałów książki Czas gorących serc (praca zbiorowa: Czas gorących serc. Wybór i opracowanie redakcyjne Adam Socha. Rzeszów: Krajowa Agencja Wydawnicza, 1984. ISBN 83-03-00678-9. Brak numerów stron w książce). „Pułkownik” poddał się dobrowolnie, a jego pobyt miał zostać ustalony w wyniku zdrady (informator miał zostać później zlikwidowany przez współpracowników Krupy). Pod koniec 1959 został skazany na karę dożywotniego pozbawienia wolności. W wyniku amnestii z 1952 i 1956 wyrokiem Sądu Wojewódzkiego w Rzeszowie z 30 listopada 1959 kara została złagodzona do 15 lat pozbawienia wolności. Karę odbywał w Strzelcach Opolskich. Wyszedł na wolność w 1965, po czym zamieszkał z rodziną Pityńskich w Ulanowie.
Po odzyskaniu wolności ożenił się z Janiną Tarnawską, która pochodziła z Wólki Tanewskiej. Pracował w gospodarstwie rodzinnym.
Zmarł 24 sierpnia 1972. Został pochowany na cmentarzu w Ulanowie.
Wyrok skazujący Michała Krupę wydany w okresie PRL nie został unieważniony; postanowieniem sądu w Przemyślu postępowanie w tej sprawie zostało umorzone w 1995 z uwagi na śmierć wnioskującej, Janiny Krupy.
Postać Michała Krupy została przedstawiona jako jedna z pięciu (jako czwarta od lewej) w monumentalnym pomniku Partyzanci w Bostonie, stworzonym w 1979 przez Andrzeja Pityńskiego i odsłoniętego w 1983 w Bostonie.